# Имена Кине
Имена Кине укључују мноштво савремених и историјских назива територије коју данас на српском језику називамо Кина. Име земље „Кина” у већини европских језика, изведено је из португалског језика током XVI вијека, а назив је постао општеприхваћен тек средином XIX вијека. Вјерује се да је име позајмљено од средњоперзијског, а неки истраживачи иду још даље тврдећи да се име јавља и у санскрту. Такође, сматра се да је крајњи извор имена Кина, изведена од кинеска рјечи „Ћин“ (кин: 秦; пин: qín), што је било име династије која је ујединила Кину, мада је она као држава постојала и много вјекова раније.
Кинеска имена за Кину, осим Џунгуо (упрош: 中国; трад: 中國; пин: zhōngguó; досл. 'средње царство'), укључују и: Џунгхуа (упрош: 中华; трад: 中華; пин: zhōnghuá; досл. 'централна љепота'), Хуасја (упрош: 华夏; трад: 華夏; пин: huáxià; досл. 'прелијепа грандиозност'), Шенџоу (кин: 神州; пин: shénzhōu; досл. 'божанска држава') и Ђуџоу (кин: 九州; пин: jiǔzhōu; досл. 'девет држава'). Хан (упрош: 汉; трад: 漢; пин: hàn) и Танг (кин: 唐; пин: táng) су уобичајена имена за кинеску етничку припадност, упркос томе што се кинеска националност (џунгхуа минзу) не односи на било коју посебну етничку припадност.
Постоје и називи за Кину који се користе широм свијета, а који потичу од језика појединих етничких група, као на примјер: Кадај, Катај, Китај, Хитај, Хатај итд.

## Територија под именом Кина
На име „Кина” и на приближно исту територију права полажу Народна Република Кина (данас познатија само као Кина) и Република Кина (данас познатија као Тајван).
| Назив            | обухвата територију | административне јединице територије |
| ---------------- | --- | --- |
| Мандаринска Кина | Територија Кине са традиционално доминантним мандаринским језиком                                                            | Провинције: Гансу, Шенси, Хенан, Хебеј, Пекинг, Тјенцин, Шандунг, Ђангсу, Анхуеј, Хубеј, Чунгкинг, као и већи дио Сечуана. |
| Унутрашња Кина   | Територија Кине из 1911. године                                                                                              | Или Кина осамнаест провинција (државни градски окрузи нису убројани) Осим Мандаринске Кине, укључује и провинције: Шанси (на сјеверу), те цијели Сечуан, Јунан, Гуејџоу, Хунан, Ђангси, Шангај, Џеђанг, Фуђен, Гуангси, Гуангдунг и острвску провинцију Хајнан (на југу). |
| Проширена Кина   | Територија проширене Унутрашње Кине након 1946. год. (без аутономних области)                                                | Територија Унутрашње Кине, проширена са провинцијом Ћингхај (на западу) и три провинције бивше Манџурије: Љаонинг, Ђилин, Хејлунгђанг. |
| Копнена Кина     | Територија НР Кине 1946 — 1997. год. (без специјалних области)                                                               | Обухвата тзв. проширену Кину са њеним аутономним областима, које често називамо и Спољна Кина: Унутрашња Монголија, Нингсја, Синкјанг, Тибет и Гуангси. |
| Једна Кина       | Заједничка територија Народне Републике Кине и Републике Кине                                                                | Осим Копнене Кине укључује острво Тајван, Парацелска острва и Острва Спретли. |
| Велика Кина      | Неформални назив за земље са значајном кинеском популацијом, или за националистичке пројекте унутар етничке групе Хан Кинеза | Осим копнене Кине, Тајвана и спорних острва, укључује и све друге спорне територије Кине, али понекад и државе Монголију, Сингапур, дијелове Малезије, Филипина и Русије.                                                                                                 |

## Галерија
- Распрострањеност мандаринског језика
- Границе Републике Кине из 1912. године
- Копнена Кина
- Кинеске претензије 1911—1916